# 白棠子树
白棠子树（学名：Callicarpa dichotoma）是马鞭草科紫珠属的植物。分布在日本、台湾岛、越南以及中国大陆的广东、广西、江西、安徽、河南、江苏、贵州、浙江、湖北、山东、河北、福建、湖南等地，生长于海拔150米至600米的地区，常生于低山丘陵灌丛中，目前尚未由人工引种栽培。

## 外部連結
- 白棠子樹, Baitangzishu （页面存档备份，存于） 藥用植物圖像數據庫 (香港浸會大學中醫藥學院) （繁體中文）（英文）